# ハイドンの協奏曲一覧
本項はフランツ・ヨーゼフ・ハイドンが作曲した、ヴァイオリン協奏曲、チェロ協奏曲、チェンバロ協奏曲などの作品の一覧である。ホーボーケン番号 (Hob.) では7番 (VII) が協奏曲であるが、鍵盤楽器のための協奏曲は18番 (XVIII) である。ハイドンの協奏曲は、真偽不確定の作品が多く存在し、また作曲されたものの、紛失した作品もあるため、正確な数字は不明である。

## ヴァイオリン協奏曲 (Hob. VIIa)
ハイドンはヴァイオリン協奏曲を4曲作曲している。この他に5曲の存在が確認されているが、いずれも偽作である。
| VIIa | 作品タイトル                                   | 作曲年代   | 備考                                           |
| ---- | ---------------------------------------------- | ---------- | ---------------------------------------------- |
| 1    | ヴァイオリン協奏曲第1番 ハ長調                 | 1761-65頃  |                                                |
| 2    | ヴァイオリン協奏曲第2番 ニ長調                 | 1765       | 紛失                                           |
| 3    | ヴァイオリン協奏曲第3番 イ長調『メルク協奏曲』 | 1770/71頃  | 1949年にオーストリアのメルク修道院で発見された |
| 4    | ヴァイオリン協奏曲第4番 ト長調                 | 1769以前   | 自筆譜紛失                                     |
| D1   | ヴァイオリン協奏曲 ニ長調                      | 作曲年不明 | カール・シュターミツ作                         |
| G1   | ヴァイオリン協奏曲 ト長調                      | 作曲年不明 | ミヒャエル・ハイドン作                         |
| A1   | ヴァイオリン協奏曲 イ長調                      | 作曲年不明 | ジョルノヴィキー作                             |
| B1   | ヴァイオリン協奏曲 変ロ長調                    | 作曲年不明 | ミヒャエル・ハイドン作                         |
| B2   | ヴァイオリン協奏曲 変ロ長調                    | 作曲年不明 | クリスティアン・カンナビヒ作                   |

## チェロ協奏曲 (VIIb)
チェロ協奏曲は、第3番が紛失し、第4番と第5番は偽作である。
| VIIb | 作品タイトル             | 作曲年代      | 備考               |
| ---- | ------------------------ | ------------- | ------------------ |
| 1    | チェロ協奏曲第1番 ハ長調 | 1760-65?/1780 |                    |
| 2    | チェロ協奏曲第2番 ニ長調 | 1783          |                    |
| 3    | チェロ協奏曲第3番 ハ長調 | 1780?         | 紛失               |
| 4    | チェロ協奏曲第4番 ニ長調 | 1772          | G.B.コンスタツィ作 |
| 5    | チェロ協奏曲第5番 ハ長調 | 1769          | ポッパー作         |
| g1   | チェロ協奏曲 ト短調      | 作曲年不明    | 紛失               |

## コントラバス協奏曲 (VIIc)
コントラバス協奏曲は1曲のみで、のちに紛失した。
| VIIc | 作品タイトル       | 作曲年代   | 備考             |
| ---- | ------------------ | ---------- | ---------------- |
| 1    | コントラバス協奏曲 | 作曲年不明 | 紛失。調性不明？ |

## ホルン協奏曲 (VIId)
ホルン協奏曲は4曲作曲しているが、第2番は偽作とされている。
| VIId | 作品タイトル                       | 作曲年代   | 備考 |
| ---- | ---------------------------------- | ---------- | --- |
| 1    | コルノ・ダ・カッチャ協奏曲 ニ長調  | 1765       | 紛失 |
| 2    | 2つのホルンのための協奏曲 変ホ長調 | 作曲年不明 | 紛失。同じ調性の曲が現存するものの、おそらくアントニオ・ロセッティの作品（下記参照）                                          |
| 3    | ホルン協奏曲第1番 ニ長調           | 1762       | |
| 4    | ホルン協奏曲第2番 ニ長調           | 1781以前   | 偽作? |
| -    | 2つのホルンのための協奏曲 変ホ長調 | 1784以前?  | おそらく偽作、作曲者はアントニオ・ロセッティ（作品整理番号Murray C56Q）と推定されている。紛失したVIId:2と同曲とする説もある。 |

## トランペット協奏曲 (VIIe)
ハイドンの作品中、最も有名な作品である。
| VIIe | 作品タイトル                | 作曲年代 | 備考                                                   |
| ---- | --------------------------- | -------- | ------------------------------------------------------ |
| 1    | トランペット協奏曲 変ホ長調 | 1796     | トランペット奏者アントン・ヴァイディンガーのために作曲 |

## フルート協奏曲 (VIIf)
フルート協奏曲は2曲のみである。
| VIIf | 作品タイトル          | 作曲年代   | 備考                              |
| ---- | --------------------- | ---------- | --------------------------------- |
| 1    | フルート協奏曲 ニ長調 | 1780?      |                                   |
| D1   | フルート協奏曲 ニ長調 | 作曲年不明 | レオポルド・ホフマン作。1楽章のみ |

## オーボエ協奏曲 (VIIg)
オーボエ協奏曲は1曲のみである。
| VIIg | 作品タイトル          | 作曲年代   | 備考 |
| ---- | --------------------- | ---------- | ---- |
| C1   | オーボエ協奏曲 ハ長調 | 作曲年不明 | 偽作 |

- この作品は、ツィッタウ（旧東ドイツのポーランド国境近く）に保管されていた、他人の手によるパート譜だけが存在。作曲者名 Haydn が、明らかに違う色のインキで加筆され、更にその後に「？」マークが青鉛筆で書かれている[2]。

## 2つのリラのための協奏曲 (VIIh)
リラ・オルガニザータという楽器はナポリ王フェルディナンド4世が得意とした楽器で、ハイドンは王の依頼によって作曲した。有名な交響曲第100番「軍隊」の第2楽章はリラ協奏曲第3番を転用したものである。
入手困難な楽器であるために、原曲はなかなか演奏される機会がないが、近年ナクソス・レーベルによって録音されている。また、実際にリラ・オルガニザータを使用した録音もフランスのLa Borieレーベルから発売されている。
| VIIh | 作品タイトル                        | 作曲年代 | 備考 |
| ---- | ----------------------------------- | -------- | ---- |
| 1    | 2つのリラのための協奏曲第1番 ハ長調 | 1786     |      |
| 2    | 2つのリラのための協奏曲第2番 ト長調 | 1786     |      |
| 3    | 2つのリラのための協奏曲第3番 ト長調 | 1786     |      |
| 4    | 2つのリラのための協奏曲第4番 ヘ長調 | 1786     |      |
| 5    | 2つのリラのための協奏曲第5番 ヘ長調 | 1786     |      |

## 鍵盤楽器のための協奏曲 (XVIII)
ホーボーケン番号でXVIIIに分類されている曲のうち、『ニューグローヴ世界音楽大事典』第2版でハイドンの真作と認めているのは、XVIII:1、2、3、4、6、11の6曲だけである。このうち初期の1・2・6番はオルガン用に作曲され、1770年代に書かれた3番と4番はチェンバロ用である。1783-1784年ごろに書かれた11番はチェンバロまたはピアノ用で、唯一の有名な曲になっている。
1番は1756年ごろの作品と考えられ、現存するハイドン最古の大規模な器楽曲である。また6番はオルガン（またはチェンバロ）とヴァイオリンの二重協奏曲になっている。
ほかにホーボーケンの分類ではXIV（鍵盤楽器つきのディヴェルティメント）に分類される曲の中にも初期の小規模な協奏曲と見なせる曲がある。
| XVIII | 作品タイトル                                  | 作曲年代       | 備考                                     |
| ----- | --------------------------------------------- | -------------- | ---------------------------------------- |
| 1     | オルガン協奏曲 ハ長調                         | 1756           |                                          |
| 2     | オルガン協奏曲 ニ長調                         | 1767           |                                          |
| 3     | チェンバロ協奏曲 ヘ長調                       | 1765/71以前    |                                          |
| 4     | チェンバロ協奏曲 ト長調                       | 1768頃?/82以前 | 「ピアノ協奏曲」とも                     |
| 5     | オルガン協奏曲 ハ長調                         | 1763           |                                          |
| 6     | ヴァイオリンとチェンバロのための協奏曲 ヘ長調 | 1766           |                                          |
| 7     | オルガン協奏曲 ヘ長調                         | 1766           | 偽作?                                    |
| 8     | オルガン協奏曲 ハ長調                         | 1766           | レオポルド・ホフマン作?                  |
| 9     | チェンバロ協奏曲 ト長調                       | 1767           | 「ピアノ協奏曲」とも。偽作?              |
| 10    | オルガン協奏曲 ハ長調                         | 1771           |                                          |
| 11    | チェンバロまたはピアノのための協奏曲 ニ長調   | 1782           | 「ピアノ協奏曲」として一番良く演奏される |
| Es1   | チェンバロ協奏曲 変ホ長調                     | 作曲年不明     | 偽作?                                    |
| F1    | チェンバロ協奏曲 ヘ長調                       | 作曲年不明     | フォーグラー作                           |
| F2    | チェンバロ協奏曲 ヘ長調                       | 作曲年不明     |                                          |
| F3    | チェンバロ協奏曲 ヘ長調                       | 作曲年不明     | ラング作                                 |
| G1    | チェンバロ協奏曲 ト長調                       | 作曲年不明     | 偽作                                     |
| G2    | 2台のチェンバロのための協奏曲 ト長調          | 作曲年不明     | 詳細不明                                 |